# 루케 (파라과이)

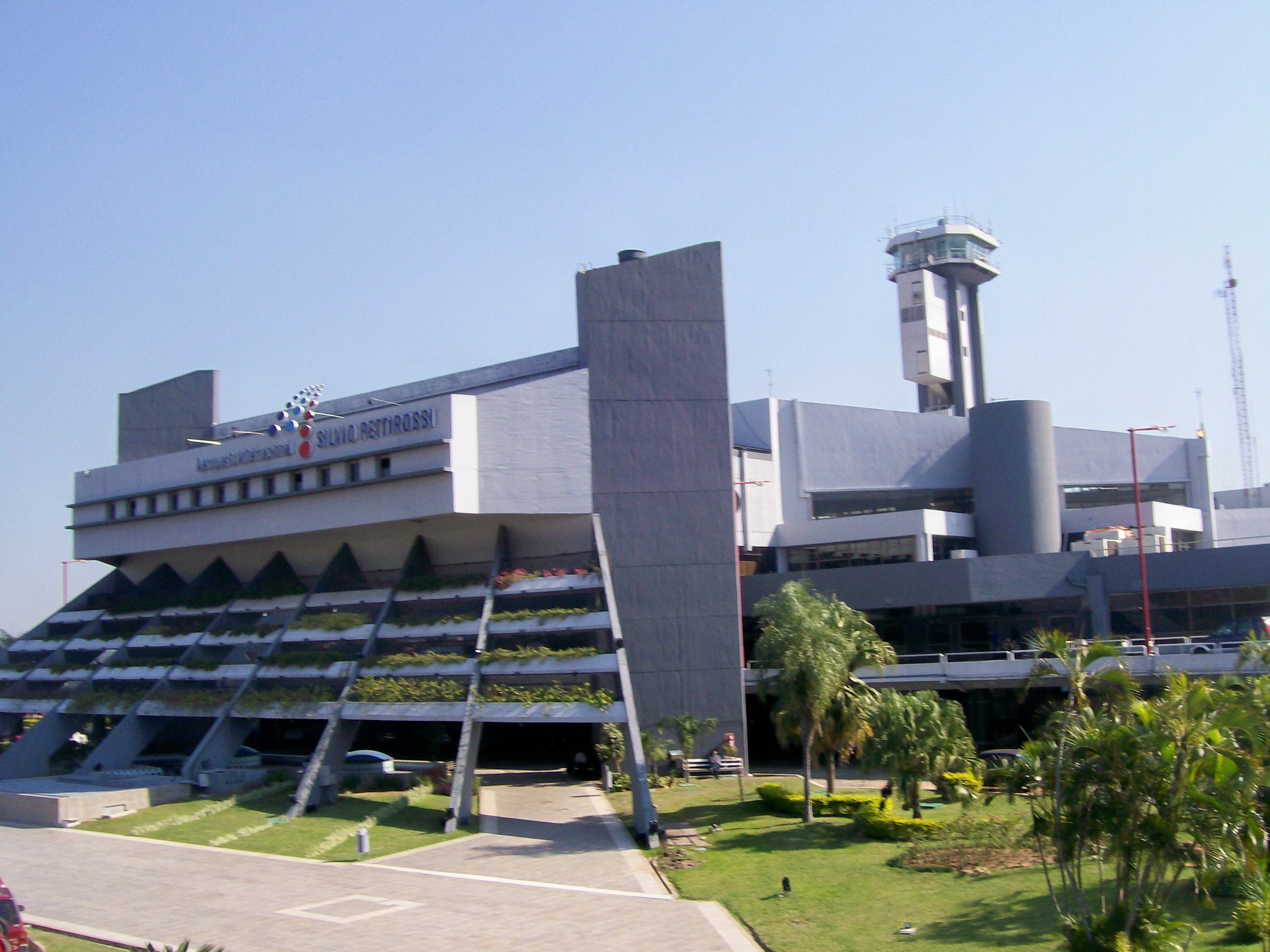
루케에 위치한 실비오 페티로시 국제공항

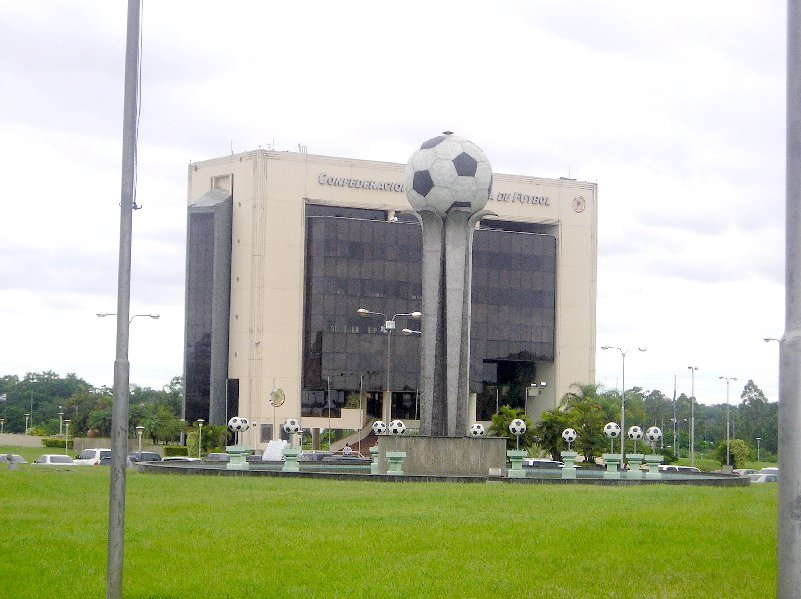
남미 축구 연맹 본부

루케(스페인어: Luque)는 파라과이 센트랄 주에 위치한 도시로 면적은 220km2, 인구는 224,000명(2006년 기준), 높이는 120m이다. 대(大)아순시온(Gran Asunción) 도시권을 형성하는 도시 가운데 하나이며 실비오 페티로시 국제공항과 남미 축구 연맹(CONMEBOL) 본부가 위치한 도시이기도 하다.